# Benediktinische Konföderation

Wappen des Benediktinerordens

Die Benediktinische Konföderation (lat. Confoederatio Benedictina) ist seit 1893 der internationale Zusammenschluss der Klosterverbände des Benediktinerordens; sie ist föderalistisch organisiert.

## Zusammensetzung und Leitung
Ihre Mitglieder sind 19 selbständige benediktinische Kongregationen mit zusammen 7147 Mönchen (Stand: 2015). Des Weiteren sind ihr Benediktinerinnenföderationen, -kongregationen und -klöster mit insgesamt 13725 Ordensfrauen konsoziiert (Stand: 2014). Die monastischen Kongregationen der Mönche werden jeweils von einem Erzabt, Abtpräses, Generalabt oder Generalprior geleitet. Gemeinsam bilden sie die „Benediktinische Konföderation“. Ihr Haupt und oberster Repräsentant ist der Abtprimas, der seinen Sitz in der Primatialabtei Sant’Anselmo in Rom hat, die auch die gleichnamige Benediktineruniversität beherbergt. Alle vier Jahre treffen sich sämtliche Äbte und höheren Oberen der Konföderation in Rom zum Äbtekongress, der über aktuelle Entwicklungen und die geistliche Ausrichtung des benediktischischen Mönchtums berät und auch den Abtprimas wählt.
Derzeitiger Abtprimas ist der gebürtige Allgäuer Jeremias Schröder (bis dahin Abtpräses der Kongregation von St. Ottilien) der am 14. September 2024 zum Nachfolger von Abt Gregory Polan, (Abtei Conception) gewählt worden ist. Er ist der 11. Abtprimas, der vierte Deutsche und der dritte Missionsbenediktiner von St. Ottilien in diesem Amt.

## Geschichte
Papst Leo XIII. (1878–1903) bestimmte mit dem Breve Summum semper vom 12. Juli 1893, dass alle Kongregationen der schwarzen Benediktiner zu einer Konföderation zusammenzuschließen seien. Für die Leitung der Konföderation schuf er das Amt des Abtprimas, der zugleich Abt des Kollegsklosters Sant’Anselmo auf dem Aventin sein sollte. Zum ersten Abtprimas ernannte der Papst den Abt von Maredsous, Hildebrand de Hemptinne, aus der Beuroner Kongregation. Dieser und seine Nachfolger erhielten aber nicht die Vollmacht eines Generalsuperiors über den Orden, d. h. sie können nicht über die Klöster und selbständigen Ordenskongregationen verfügen, sondern sind quasi Primates inter pares der Benediktiner. Mit einem eigens für die Benediktinerkonföderation geschaffenen Ordensgesetz, der „Lex propria benedictina“, wurde die Konföderation von Papst Pius XII. (1939–1958) im Jahre 1952 reglementiert. Damit wurden klare Regelungen zum Verhältnis der Ordenskonföderation zur Römischen Kurie und dem damit verbundenen Eigenrecht geschaffen. Das Gesetzeswerk wurde 1985 und erneut 2008 überarbeitet und von der Kongregation für die Institute geweihten Lebens und für die Gesellschaften apostolischen Lebens genehmigt. Während des 20. Jahrhunderts traten auch nicht den schwarzen Benediktinern angehörende benediktinische Ordenszweige, wie z. B. die Olivetaner, der Konföderation bei. Die Benediktineräbte wählen auf ihrem alle vier Jahre stattfindenden Äbtekongress den Abtprimas, für zunächst 8 Jahre und dann gegebenenfalls für weitere vierjährige Amtszeiten.

## Liste der in der Konföderation organisierten Benediktinerkongregationen
1. Kamaldulenser (1010)
2. Vallombrosaner (1036)
3. Silvestriner (1231)
4. Olivetaner (1319)
5. Englische Benediktinerkongregation (1336)
6. Kongregation von Subiaco und Montecassino (1407)
7. Ungarische Benediktinerkongregation (1514)
8. Schweizerische Benediktinerkongregation (1602)
9. Österreichische Benediktinerkongregation (1625)
10. Bayerische Benediktinerkongregation (1684)
11. Brasilianische Kongregation (1827)
12. Kongregation von Solesmes (1837)
13. Amerikanisch-Cassinensische Benediktinerkongregation (1855)
14. Beuroner Benediktinerkongregation (1873)
15. Schweizerisch-Amerikanische Kongregation (1881)
16. Benediktinerkongregation von St. Ottilien (1884)
17. Kongregation von der Verkündigung der seligen Jungfrau Maria (1920)
18. Slawische Benediktinerkongregation (1945)
19. Benediktinerkongregation Cono Sur (1976)

Klöster „extra Congregationes“ sind die mit der Konföderation konsoziierten Klöster Le Bouveret, Chevetogne, Tyburn Monasteries, San Benedetto (Norcia), Saint-Joseph de Clairval in Flavigny-sur-Ozerain mit deren Tochtergründung St-Pierre-St-Paul (Solignac) und die Congregation Notre-Dame d'Esperance mit derzeit acht Klöstern.
Die Niederländische Kongregation löste sich 2005 auf, die verbleibenden Klöster schlossen sich der Kongregation von Subiaco und der Kongregation der Verkündigung an.
Die Cassinensische Kongregation fusionierte 2013 mit der Sublazenser Kongregation, die 1872 von ihr abgetrennt worden war; die wiedervereinigte Kongregation trägt nunmehr den Namen Sublazensisch-Cassinensische Kongregation.